# Hôtel de Ville
Hôtel de Ville é o termo em língua francesa para designar o edifício da prefeitura, do paço municipal ou dos paços do concelho. Comparativamente pode dizer-se que a Câmara municipal corresponde à mairie (Fr) e que os Paços do concelho correspondem ao Hôtel de Ville, no entanto, ambos os termos são sinônimos.
São particularmente belos os de Paris e de Bruxelas

## Galeria

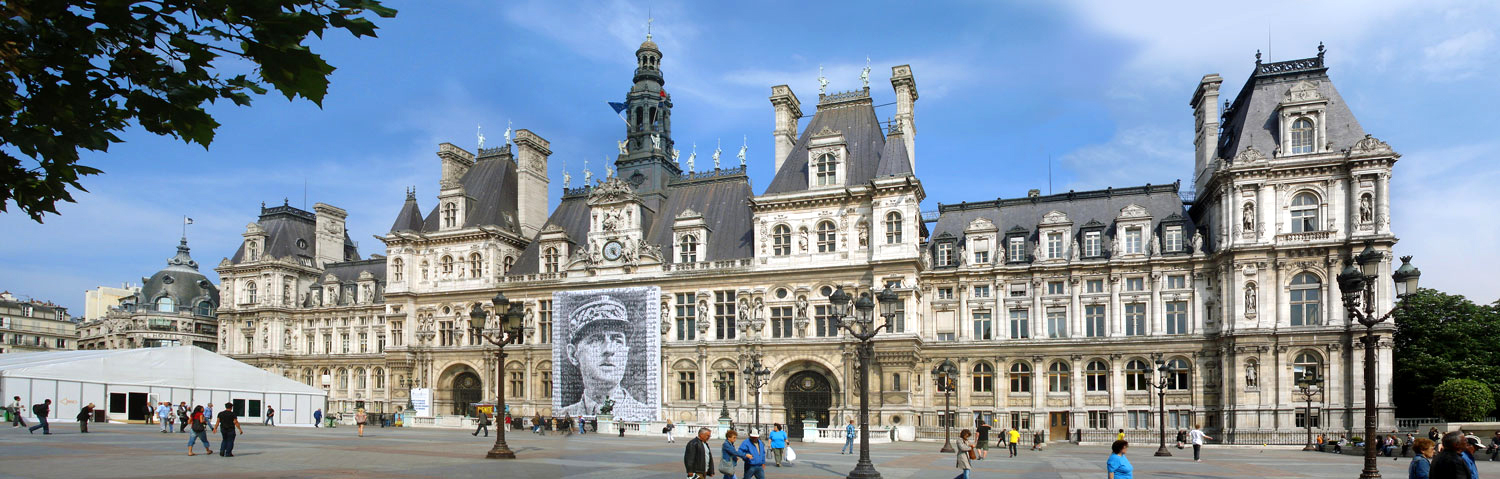
Paris - França
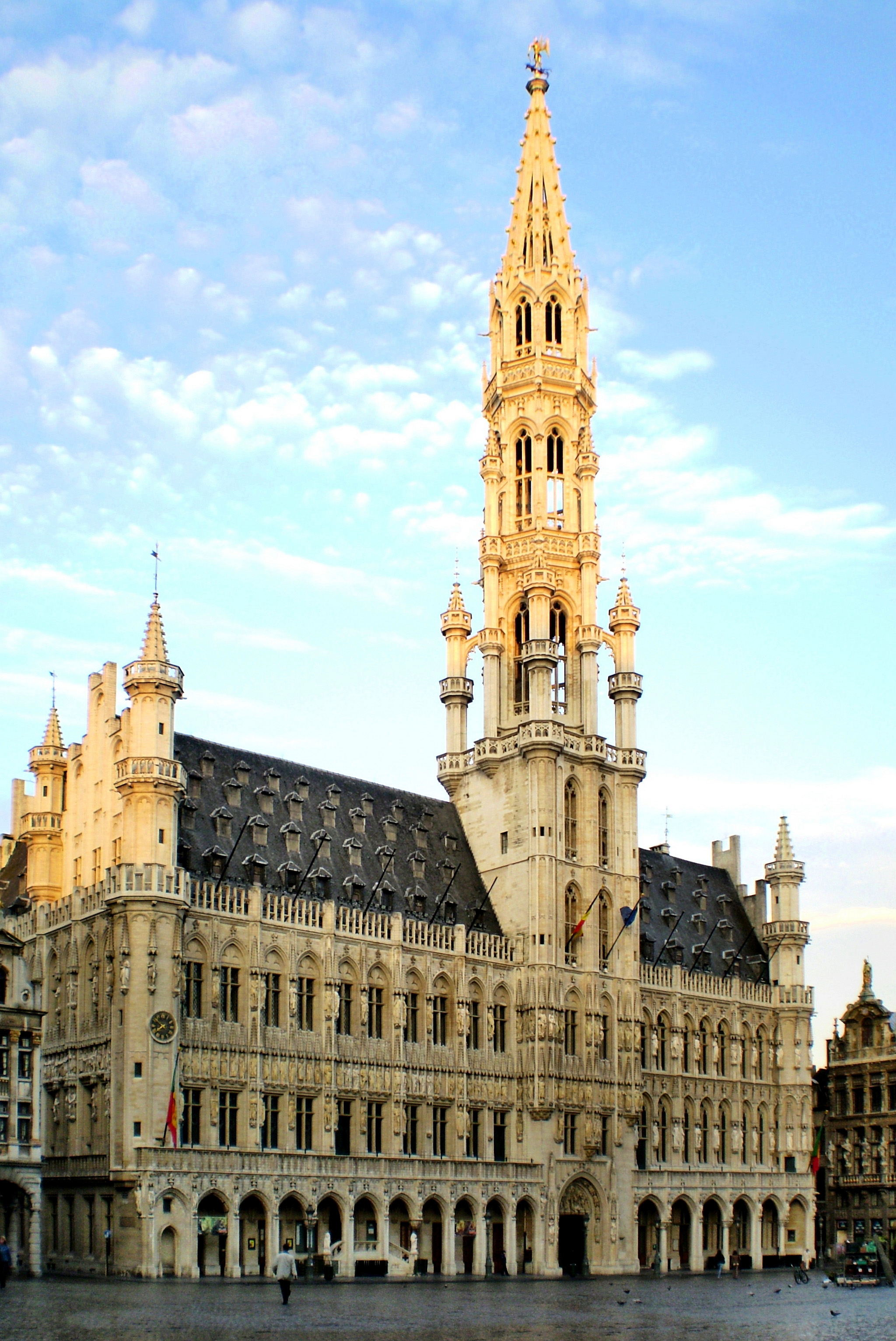
Bruxelas - Bélgica
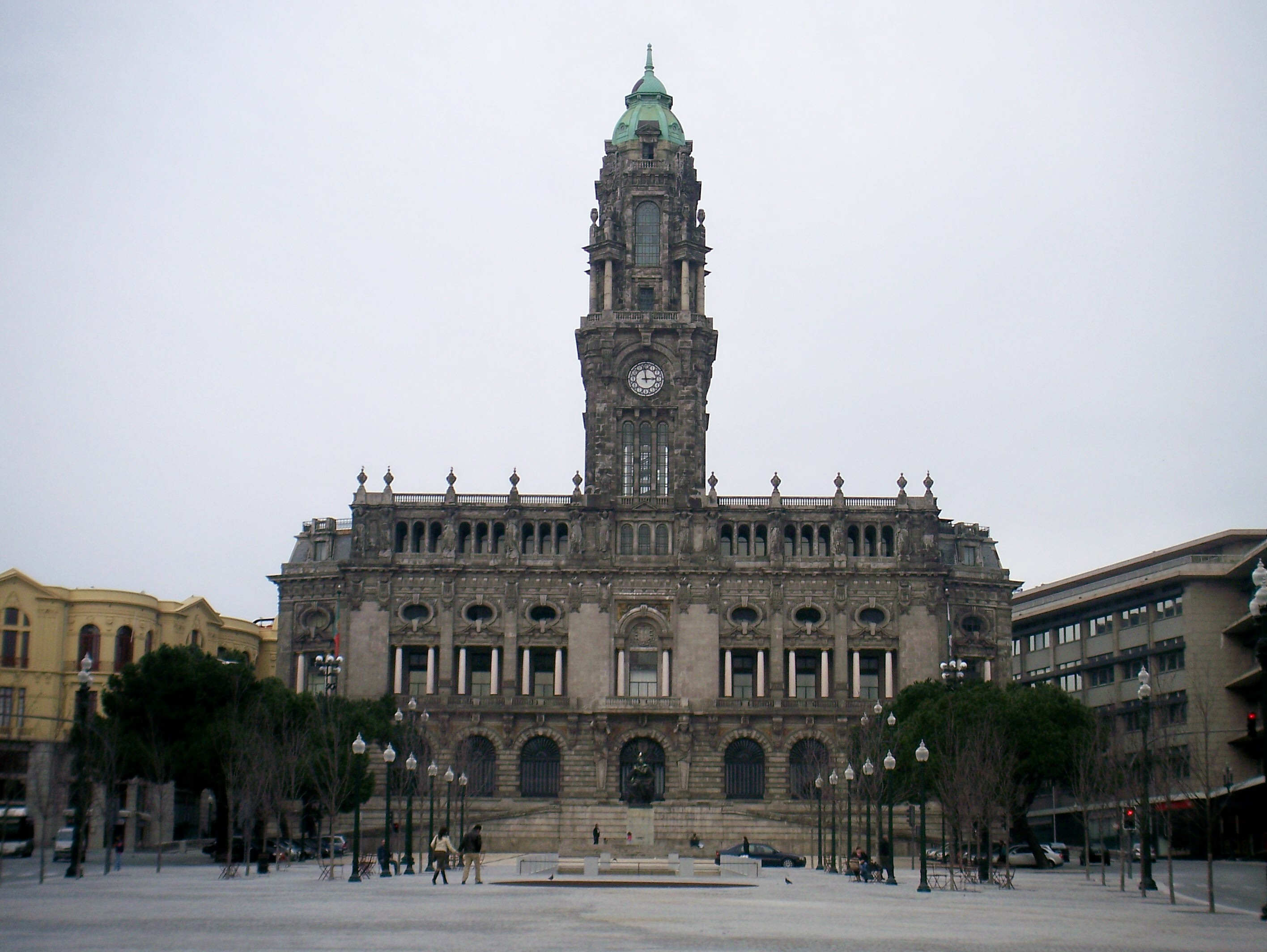
Porto - Portugal
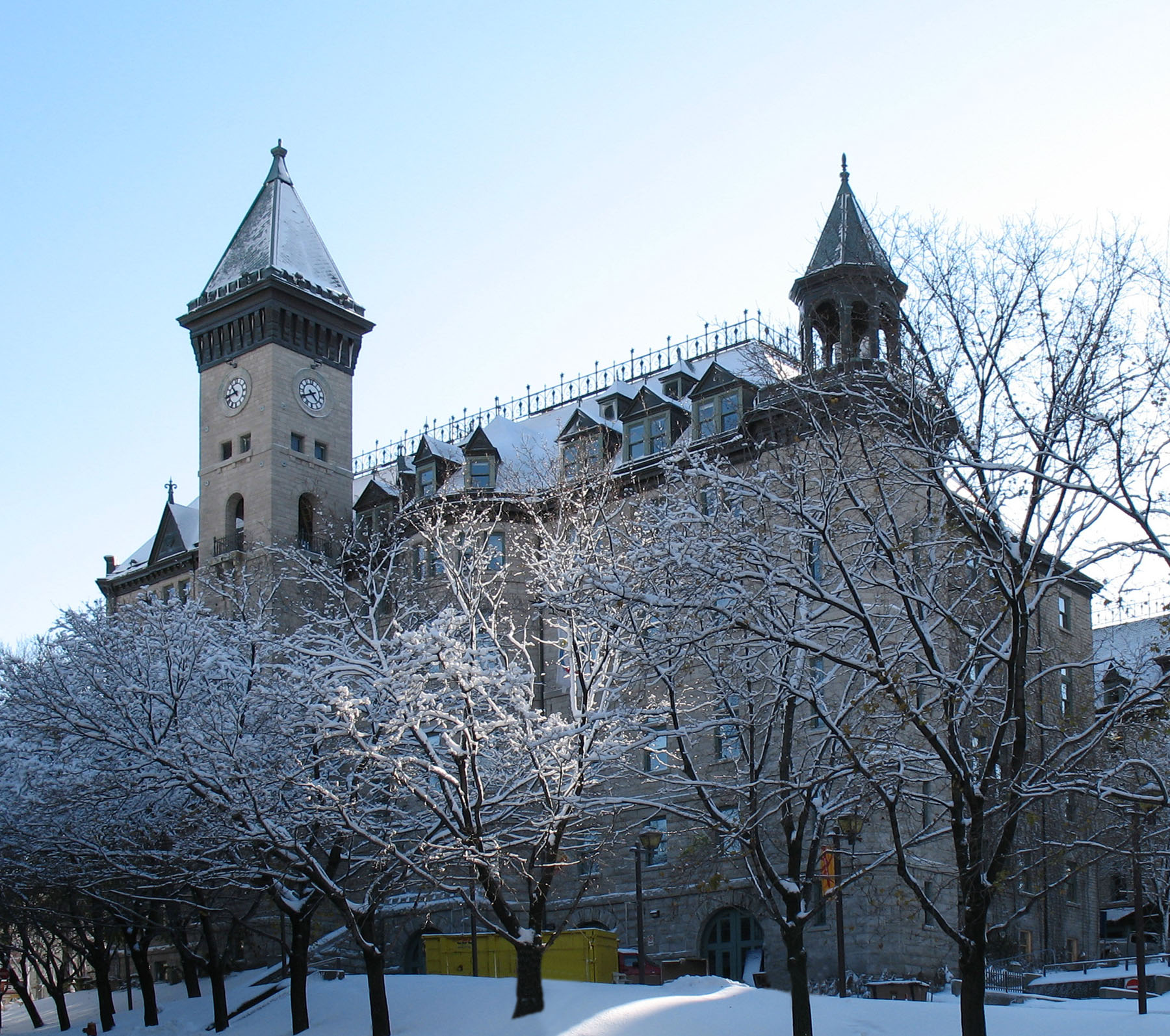
Quebeque - Canadá
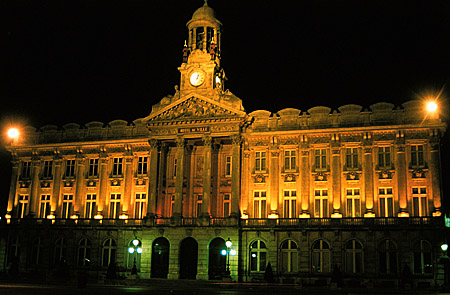
Cambrai - França
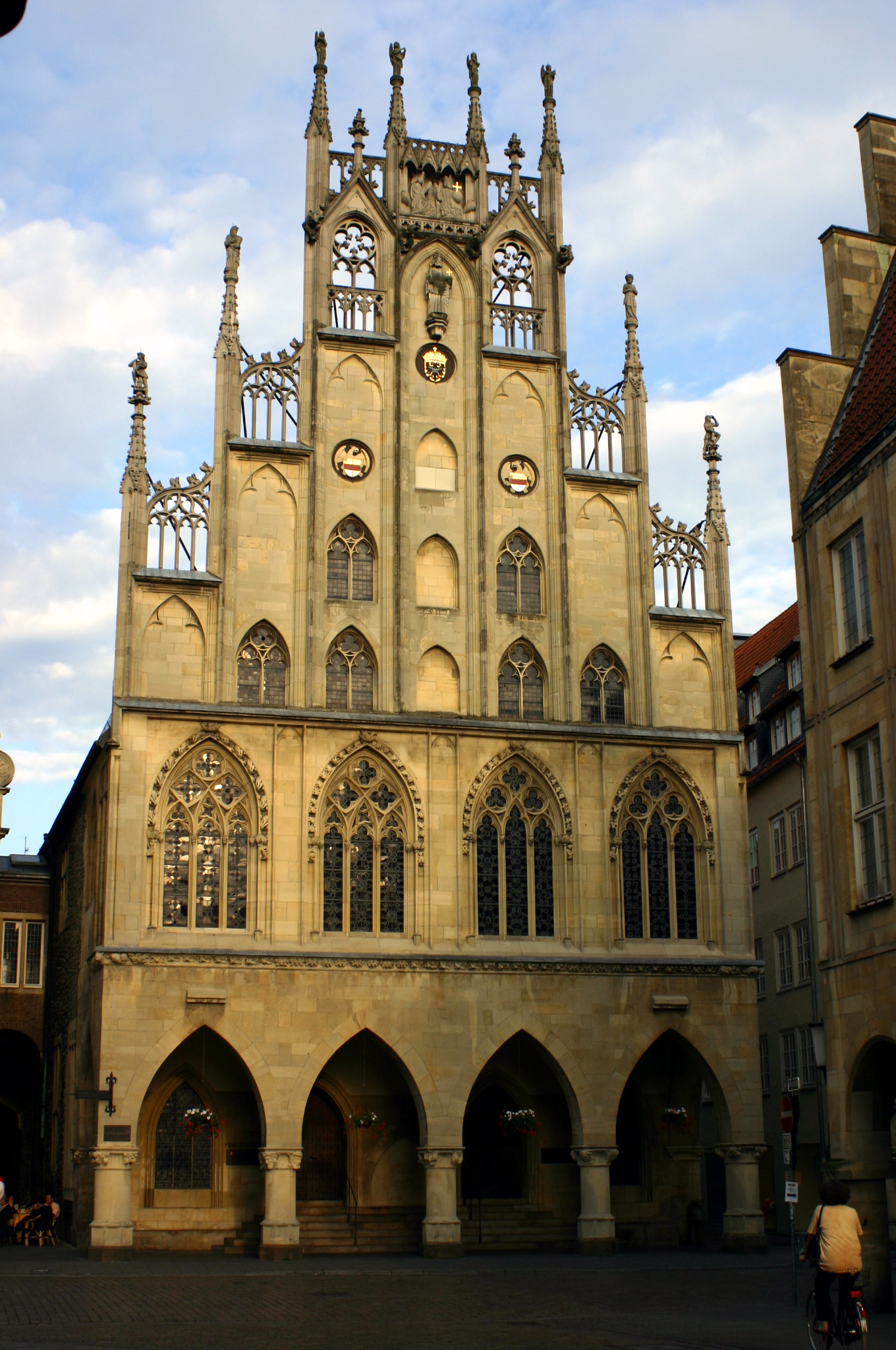
Münster - Alemanha
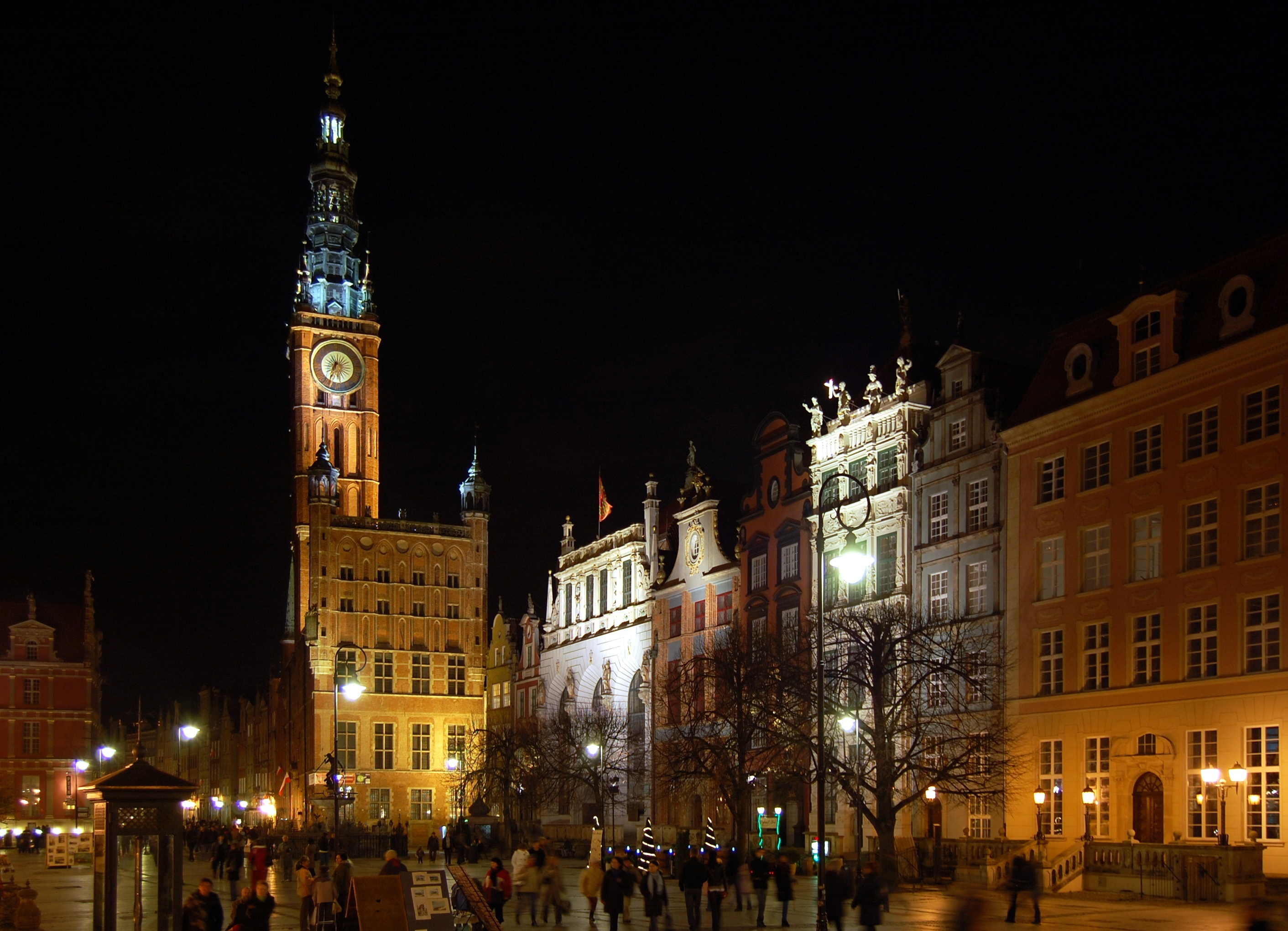
Gdańsk - Polónia
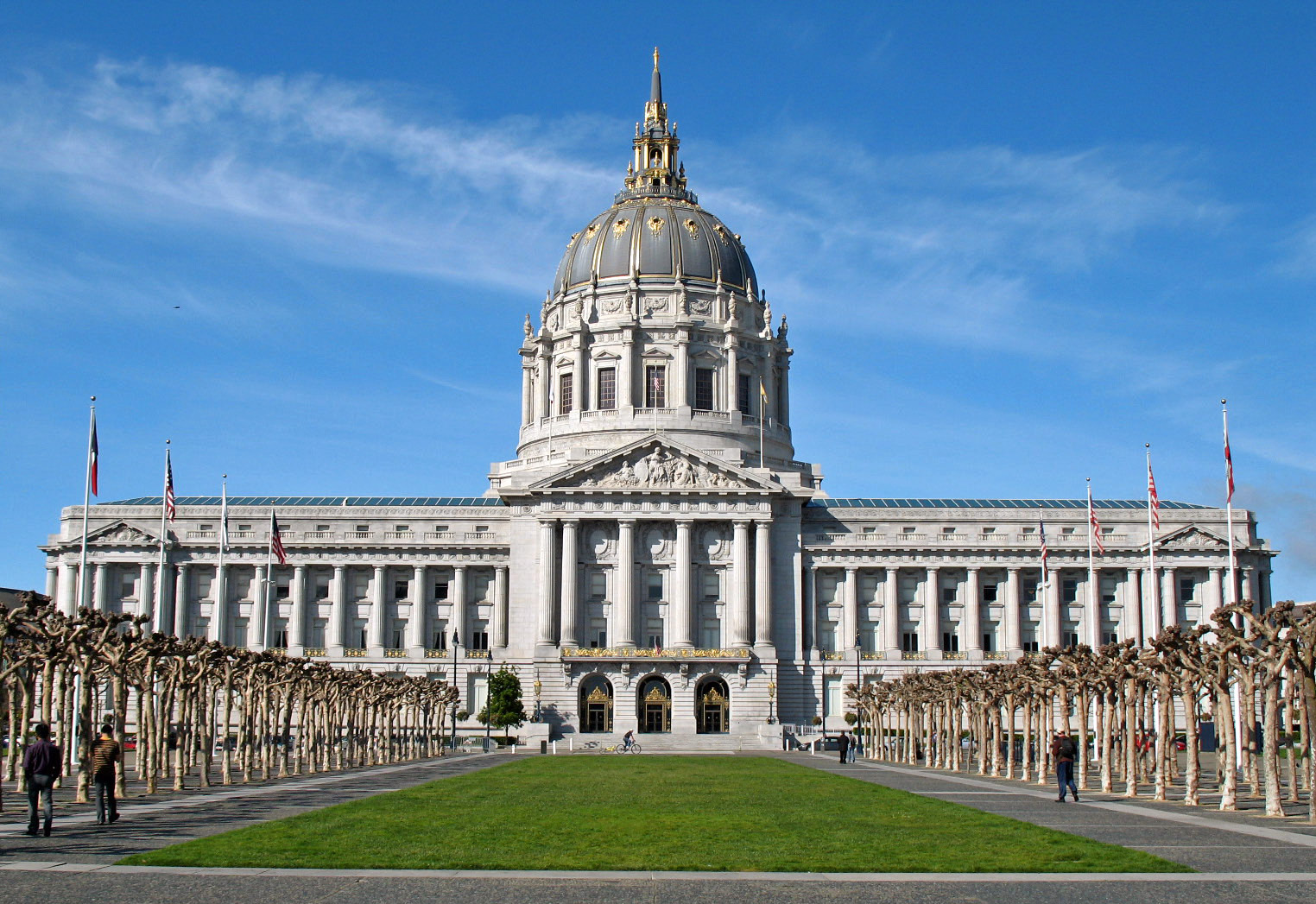
San Francisco - EUA

## Prefeituras
- Prefeitura de Paris
- Prefeitura de Bruxelas
- Prefeitura de Genebra